# Wee Lady Betty
Wee Lady Betty is een Amerikaanse dramafilm uit 1917 onder regie van Charles Miller. De film is wellicht zoekgeraakt.

## Verhaal
De familie van Wee Lady Betty woont al generaties lang in het kasteel O'Reilly op een klein Iers eilandje. Als de heer van het kasteel sterft, wordt Roger O'Reilly de nieuwe eigenaar. In een poging om hem weg te jagen maakt Betty hem wijs dat het kasteel behekst is. Uiteindelijk wordt Roger verliefd op haar.

## Rolverdeling
| Acteur               | Personage         |
| -------------------- | ----------------- |
| Bessie Love          | Wee Lady Betty    |
| Frank Borzage        | Roger O'Reilly    |
| Charles K. French    | Fergus McClusky   |
| Walter Perkins       | Shamus McTeague   |
| L. Jeffries          | Lanty O'Dea       |
| Walt Whitman         | Mijnheer O'Reilly |
| Aggie Herring        | Mevrouw O'Reilly  |
| Thornton Edwards     | Connor O'Donovan  |
| Alfred Hollingsworth | Pastoor Dan       |
| J.P. Lockney         | Michael O'Brien   |